# Адзара, Антонио
Антонио Адзара (итал. Antonio Azara; 18 января 1883, Темпьо-Паузания, Сардиния — 20 февраля 1967, Рим) — итальянский юрист и политик, министр помилования и юстиции (1953—1954).

## Биография
В 1906 году получил высшее юридическое образование, в 1908 году начал работать в мировым судьёй в Куарту-Сант-Элена на Сардинии, в 1909 году назначен судьёй в Генуе и занимался как гражданскими, так и уголовными делами. В 1919 году был приглашён на работу в Министерство помилования и юстиции.
Возглавлял Управление по унификации системы юстиции в Кассационном суде, стал генеральным секретарём Комиссии по реформированию кодексов и членом Комиссии по пересмотру смежных документов. Являлся одним из главных редакторов журнала Il nuovo digesto italiano, член ряда итальянских и иностранных ассоциаций юристов, председатель секции Кассационного суда.
В 1943 году отказался участвовать в организации Верховного суда Итальянской социальной республики и вернулся к активной деятельности в июне 1944 года после вступления в Рим американских и британских войск.
18 апреля 1948 года избран от Сардинии в Сенат Италии первого созыва, впоследствии трижды переизбран в Сенат второго, третьего и четвёртого созывов — неизменно от Сардинии.
15 февраля 1951 года занял должность генерального прокурора при Верховном кассационном суде Италии, 12 ноября 1952 года по инициативе Совета министров Италии стал первым председателем Верховного кассационного суда.
С 17 августа 1953 года по 18 января 1954 года Адзара являлся министром помилования и юстиции в правительстве Джузеппе Пелла.

## Избранные труды
- Il patrimonio familiare nel progetto di codice civile e i beni di famiglia nella legislazione straniera, Roma 1930;
- Il giudice tutelare (in Studî in onore di Mariano D’Amelio), Roma 1933;
- Diritto delle persone e diritto di famiglia, Roma 1935;
- L’elaborazione del diritto agrario nei varî paesi, Firenze 1935.